# Ronan Parke
Ronan David Parke (* 8. August 1998 in Poringland, Norfolk) ist ein britischer Sänger. Er war 2011 Finalist der fünften Staffel der Castingshow Britain’s Got Talent.

## Biografie
Parke wurde 1998 in Poringland, einem Dorf in Norfolk geboren. Er hat einen älteren Bruder und besucht die Framingham Earl High School. Parke erreichte am 30. Mai 2011 in der britischen Show Britains Got Talent mit Bob Dylans Ballade Make You Feel My Love das Finale. Dort unterlag er am 4. Juni 2011 mit seiner Interpretation von Because of You von Kelly Clarkson knapp dem Sänger Jai McDowall.
Am 24. Oktober 2011 erschien sein Debütalbum mit dem Titel Ronan Parke, das Platz 22 der britischen Charts erreichte. Am 17. Dezember des Jahres hatte er im Rahmen der Spendengala Ein Herz für Kinder auch seinen bislang einzigen Auftritt im deutschen Fernsehen. Mit We Are Shooting Stars erschien im August 2012 eine neue Single, die aber keine nennenswerten Chartplatzierungen mehr erreichen konnte. Im Juli 2013 veröffentlichte Parke die Single Move, zu Weihnachten zusammen mit Luciel Johns den Song Not Alone on Christmas und im Januar 2014 folgte die Single Defined. Am 27. Juli 2018 veröffentlichte Parke die Single No love (like first love) und am 9. November 2018 sein zweites Album  Found My Way. 